# Pieve di San Giustino
La pieve di San Giustino è un edificio sacro che si trova a San Giustino Valdarno, frazione del comune di Loro Ciuffenna, in provincia di Arezzo.
La pieve, ricordata come tale all'inizio dell'XI secolo, si presenta con un prospetto intonacato moderno. L'aspetto della chiesa è frutto di una "riduzione" all'aspetto romanico operata negli anni sessanta del XX secolo, effettuata, come si faceva spesso, distruggendo tutte le successive stratificazioni storiche e decorative. Solo nell'abside semicircolare e nell'interno mostra spogli caratteri romanici, in parte frutto dei restauri. La chiesa si presenta a tre navate spartite da pilastri tranne che in corrispondenza dell'ultima campata, ove sono impiegate colonne con capitelli. L'estrema semplicità della redazione architettonica trova riscontro anche nella decorazione dei capitelli, essenziale e semplice, ispirata a certe classicheggianti sculture, presenti nella pieve di Cascia, presso Reggello.